# 八戸市立城下小学校
八戸市立城下小学校（はちのへしりつ しろしたしょうがっこう）は、青森県八戸市城下4丁目にある公立小学校。

## 沿革
- 1975年（昭和50年）
  - 4月1日 - 八戸市立城下小学校が、学級数19、児童数753名で創立。
  - 10月24日 - 校歌制定、校旗樹立式典挙行。
- 1977年（昭和52年）10月16日 - 校舎落成記念式典。
- 1980年（昭和55年）7月22日 - 学校プール設置。
- 1984年（昭和59年）11月17日 - 創立10周年記念式典挙行。
- 1994年（平成6年）11月8日 - 創立20周年記念式典挙行。
- 1999年（平成11年）1月26日 - 校舎正面窓など改修工事実施。
- 2002年（平成14年）2月6日 - 学校案内用看板を新調して設置（城下山車復興記念）。
- 2004年（平成16年）
  - 3月3日 - 体育館床塗り替え工事完成。
  - 7月13日 - 創立30周年記念コンサート。
  - 7月22日 - トイレ改修開始（10月20日まで）。
  - 10月27日 - 創立30周年記念式典挙行。
- 2006年（平成18年）3月20日 -  体育館演台修理（校章設置）。
- 2010年（平成22年）6月5日 - PTAお父さん会により、プール塗装ぬりかえ作業実施。
- 2012年（平成24年）3月25日 - 耐震化工事完成。
- 2014年（平成26年）
  - 10月1日 - 校舎東側土留改修工事完了。
  - 11月7日 - 創立40周年記念式典。
- 2015年（平成27年）
  - 3月24日 - 屋内運動場天井等落下防止対策工事完了。
  - 8月28日 - 校舎サッシ工事完了。
- 2019年（令和元年）
  - 7月11日 - 校庭改修工事。
  - 9月7日 - PTA設置校庭鉄棒完成。
- 2024年（令和6年）11月1日 - 創立50周年記念式典挙行。

## 学区
- 城下（1丁目～4丁目）沼館2丁目（第一・第二）・沼館3丁目・淀[1]

## アクセス
- 八戸市営バス「H55」・「H58」・「H59」・「市内循環線（右回り）」の各系統で、「城下四丁目」バス停から、徒歩約320m・約5分。
- JR八戸線本八戸駅（北口）から、
  - 徒歩約905m・約14分。
  - 上述の路線バスで、「城下四丁目」バス停まで2分、下車後徒歩。

## 周辺
- 国道45号
- 青い森信用金庫沼館支店
- 青森日産自動車八戸店
- 城下やえがき整形外科